# La Navidad
Natividad, La Navidad, fuerte Navidad o villa Navidad fue el fuerte fundado por Cristóbal Colón en 1492 durante su Primer Viaje o Viaje del Descubrimiento de América, cuya localización exacta no ha podido determinarse, situado en el noroeste de la isla de La Española, actual Haití.
Se trató del primer intento de un establecimiento permanente en América (pese a que la expedición creía haber alcanzado las islas del Pacífico sur de Asia), construido en la fecha de la Navidad con las maderas y materiales de la nave encallada Santa María, en bahía del Cabo Haitiano (Baie du Cap-Haitien), entre pointe Picolet al oeste y pointe Jacquezy al este.

## Historia

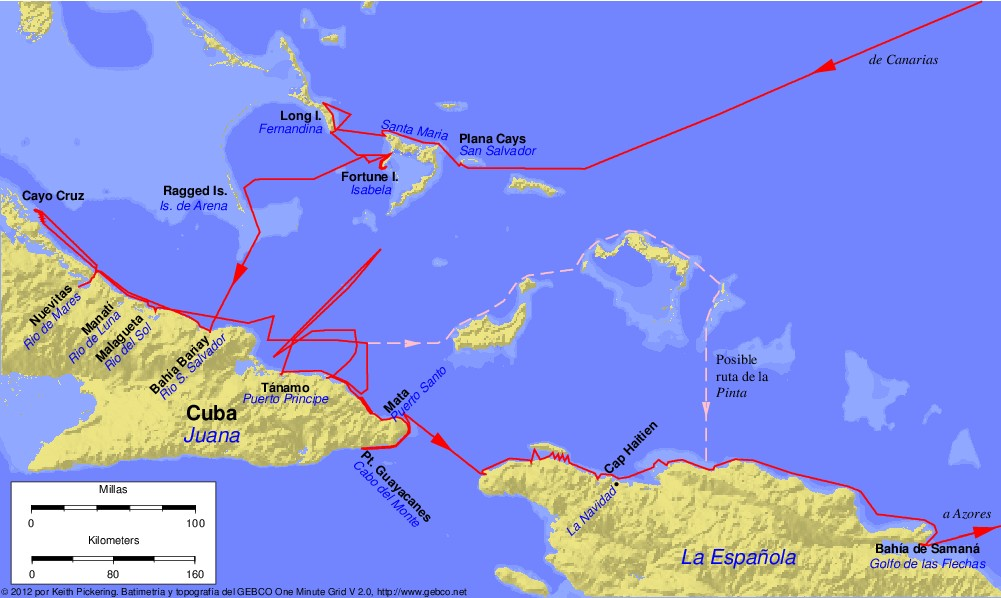
Primer Viaje de Colón

Durante el Primer Viaje de Colón, que cambiaría el rumbo de la historia, en 1492 Rodrigo de Triana avistó la primera tierra americana a bordo de La Pinta. Se trató la isla de Gunahaní (islas Bahamas), siguiendo la expedición por las costas de isla Juana (Cuba), llegando el 5 de diciembre de 1492 la costa norte de La Española (actuales Haití y República Dominicana). 
La expedición marítima había partido de Palos de la Frontera (España) el 3 de agosto de 1492 con tres naves, La Pinta, La Niña y la Santa María, con el insólito propósito de encontrar una ruta comercial a las Indias (Asia) a través del océano Atlántico. 
En cuanto a La Española, los indígenas taínos denominaban Quisqueya (madre de todas las tierras) a su parte occidental, Babeque (tierras con oro) y Ayti a la región montañosa del oeste y empleaban palabras como Bohio (casa para los taínos). Guacanagarí, gran cacique taíno de la isla del Cacicazgo de Marién, recibió a la expedición de Rodrigo de Escobedo, enviado por Colón, quien se había establecido en la bahía de Santo Tomás. Rodrigo de Escobedo regresó con ofrendas de oro del cacique, al tiempo que daba cuenta del relato de Guacanagarí sobre el lugar denominado Cibao. Este nombre evocó en Colón el de Cipango (actual Japón), validando su idea de encontrarse en Asia. Cibao era, sin embargo, el Cacicazgo de Maguana, la región bajo el dominio del cacique Caonabo, quien practicaba, al igual que los caribes, el canibalismo. Ambos cacicazgos estaban enfrentados, por lo que Guacanagarí se interesó en una alianza con Colón contra su rival Caonabo. En la crónica del Diario de la Primera Navegación se dio cuenta de la desigual acogida de los indígenas de la región al encuentro con la expedición de Colón, desde la curiosidad y colaboración a la hostilidad y violencia. 

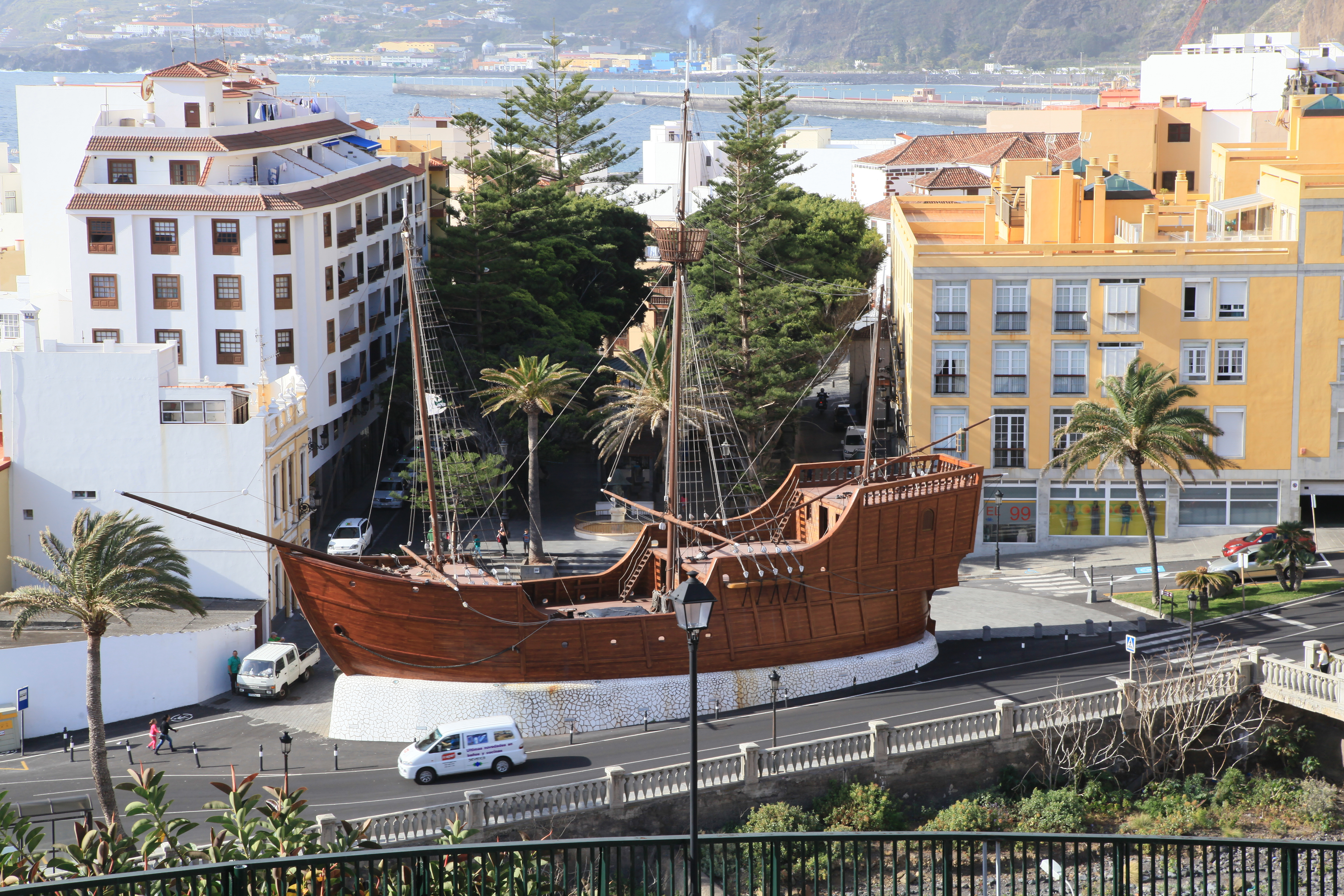
Réplica de La Santa María. Museo Naval del Barco de La Virgen, La Palma, España.

### Construcción del fuerte villa Navidad
En la madrugada del 25 de diciembre de 1492 la Santa María quedó varada frente a punta Santa, hoy cabo Haitiano (coordenadas 19°45′N 72°12′O / 19.75, -72.2). Pese a que la tripulación pudo salvarse al completo, y rescatarse gran parte de su contenido gracias a la ayuda prestada por las canoas mandadas por Guacanagarí, la nave no pudo desencallarse de ninguna manera.
El fuerte de villa Navidad comenzó a construirse el 26 de diciembre de 1492 con las vigas de la nao Santa María para albergar a la tripulación de la nave encallada, que no podría regresar a España al no estar La Niña preparada para dar cabida al doble de personas. Para ello, se limpió y preparó el terreno, y se cavó un foso en torno al fuerte. En su interior se dispuso una torre y estancias para diferentes usos como viviendas o almacén, construidas como cabañas de madera (bohíos).
Con las obras de construcción en curso, el 4 de enero de 1493 La Pinta de Martín Alonso Pinzón se reunió con la expedición de Colón frente al fuerte de La Navidad. Junto a La Niña emprendieron el viaje de regreso a España. Diego de Arana quedó al mando del fuerte como alguacil, con una guarnición de treinta y nueve hombres, entre los que se contaban los tenientes Pedro Gutiérrez, repostero de estrado del rey Fernando II de Aragón, y el segoviano Rodrigo de Escobedo, escribano de la Armada.

### Regreso en el Segundo Viaje de Colón

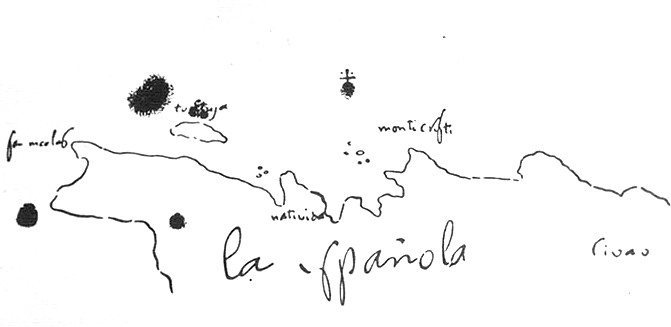
Mapa de La Española realizado por Colón donde se puede ver señalado el fuerte de Navidad y el territorio de Cibao. El Cibao ocupa toda la parte norte del territorio dominicano. Al norte y al este de la región se encuentra el océano Atlántico, al oeste se encuentra la República de Haití y al sur la Cordillera Central, que separa el Cibao de las demás regiones.

El exitoso Primer Viaje de Colón, que había abierto una ruta de navegación marítima al oeste hacia las Indias, desconocida hasta entonces, propició el respaldo de los Reyes Católicos Isabel y Fernando a la colosal inversión en un nuevo viaje. El 25 de septiembre de 1493 partió de Cádiz (España) una gran expedición compuesta de más de mil quinientos hombres en diecisiete embarcaciones.
El 25 de noviembre de 1493, tras haber recorrido las Antillas Menores y llegado a Monte Cristi en La Española, mandó Colón un barco a bahía de Santo Tomás. La embarcación regresó dando cuenta de haber encontrado nada más que dos cadáveres irreconocibles, con una soga de esparto al cuello y con los brazos en cruz atados a un madero. El 26 de noviembre hicieron lo mismo y hallaron dos cadáveres crucificados, en esta ocasión con barba, de modo que no había duda de que se trataba de los españoles. 
Temiéndose una emboscada, los barcos esperaron a observar algún signo de vida en el fuerte como humo o lumbre, anunciándose con salvas. Una canoa taína salió al encuentro de los barcos, solicitando reunirse con Colón. Los taínos de Guacanagarí dieron una primera explicación que consistió en que en el transcurso de los nueve meses que habían pasado desde su regreso a España, la guarnición había fallecido por enfermedades o por peleas violentas entre ellos. El 28 de noviembre los españoles desembarcaron en el fuerte y dieron sepultura a cuantos cuerpos encontraron, sin encontrar superviviente alguno. El cronista Gonzalo Fernández de Oviedo encontró una explicación plausible para la matanza de los españoles en el fuerte:

...a los cuales todos habían muerto los indios, no pudiendo sufrir sus excesos porque les tomaban las mujeres e usaban de ellas a su voluntad, e les hacían otras fuerzas y enojos, como gentes sin caudillo e desordenada.

Guacanagarí, convaleciente de un enfrentamiento con Caonabo y Marieni, dio a Colón el 30 de noviembre otra versión más de lo sucedido. Explicó que la guarnición había sido atacada por orden de Caonabo. Colón desconfió, sospechando que Guacanagarí había mandado la masacre del fuerte de La Navidad para forzar la venganza española sobre Caonabo. Sin embargo, de manera pragmática, aceptó la versión de Guacanagarí para conservarle como aliado. 
Años más tarde, cronista como fray Bartolomé de Las Casas dejó constancia de los testimonios de los indígenas taínos sobre lo que sucedió en la masacre del fuerte La Navidad en Historia de Las Indias en el Libro I, capítulo LXXXVI:

Dijeron que, luego que el Almirante se partió dellos, comenzaron (los españoles) entre sí a reñir e tener pendencias, y acuchillarse, y tomar cada uno las mujeres que quería y el oro que podía haber, y apartarse unos de otros; y que Pedro Gutiérrez y Escobedo mataron a un Jácome, y aquéllos, con otros nueve se habían ido con las mujeres que habían tomado y su hato, a la tierra de un señor que se llamaba Caonabo (...), el cual los mató a todos diez u once; dijeron más, que, después de muchos días, vino el dicho rey Caonabo con mucha gente a la fortaleza, donde no había más de Diego de Arana, el Capitán, y otros cinco que quisieron permanecer con él para guardar de la fortaleza, porque todos los demás se habían esparcido por la isla, y de noche puso fuego a la fortaleza y a las casas donde aquellos estaban, porque no estaban por ventura en la fortaleza, los cuales, huyendo hacia la mar, se ahogaron.

Colón desistió de reconstruir el fuerte, y mandó fundar la villa de La Isabela al este de La Española, en el actual Luperón (República Dominicana).